# 1937 год в авиации
Список событий в авиации в 1937 году.

## События
- 22 марта - Из Москвы в Холмогоры на пяти самолётах вылетел первый этап экспедиции, 21 мая доставившей на Северный полюс экипаж и оборудование дрейфующей станции «Северный полюс»
- 26 апреля — Бомбардировка Герники, воздушный налёт немецкого «Легиона Кондор» на город Герника в ходе гражданской войны в Испании.
- 18 июня — начался первый беспосадочный перелёт через Северный полюс из Москвы в Ванкувер (штат Вашингтон, США). (лётчики В. П. Чкалов, Г. Ф. Байдуков и А. В. Беляков) на самолёте АНТ-25.
- 2 июля — при попытке совершить кругосветный полёт на двухмоторном лёгком транспортном и пассажирском самолёте, пропала без вести Амелия Эрхарт. Известная американская писательница и пионер авиации. Первая женщина-пилот, перелетевшая Атлантический океан.
- 12 июля-14 июля Михаил Громов на самолёте АНТ-25 (второй пилот — А. Б. Юмашев, штурман — С. А. Данилин) совершил беспосадочный перелёт Москва — Северный полюс — Сан-Джасинто (США), установив 2 мировых авиационных рекорда дальности полёта.
- 3 июля — первый полёт немецкой трёхмоторной летающей лодки Dornier Do 24.
- 15 июля — первый полёт немецкого дальнего гидросамолёта-разведчика Blohm & Voss BV 138.
- 13 августа — в 17:58 получено последнее сообщение от экипажа Сигизмунда Леваневского, совершавшего трансполярный перелёт из Москвы через Северный полюс в Фэрбанкс, штат Аляска, США. Сообщение было получено через час после пролёта над полюсом, о дальнейшей судьбе экипажа до настоящего времени не существует никаких достоверных сведений.
- 25 августа — первый полёт бомбардировщика Су-2.
- 6 сентября — первый полёт немецкого 4-моторного дальнего многоцелевого самолёта Фокке-Вульф Fw 200 Кондор.
- 24 октября 1937 г. советская лётчица Валентина Степановна Гризодубова вместе с штурманом Мариной Расковой установили рекорд дальности по прямой (Москва - Актюбинск) среди лёгких самолётов 1-й категории[1].
- Октябрь — советская лётчица Валентина Степановна Гризодубова установила 5 мировых авиационных рекордов на легкомоторных самолётах.
- 24 декабря — первый полёт итальянского истребителя Macchi C.200 Saetta

### Без точных дат
- Основана авиакомпания Icelandair.
- Основана авиакомпания Air Canada.
- Начало строительства аэропорта Внуково.
- Совершил свой первый полёт французский почтовый самолёт Air Couzinet 10.[2]

## Персоны

### Родились
- 8 августа — Волк, Игорь Петрович, лётчик-космонавт СССР, Герой Советского Союза, Заслуженный лётчик-испытатель СССР, президент международной ассоциации «Земля и космонавтика», полковник запаса (с 1987 г.). Впервые выполнил фигуру высшего пилотажа Кобра Пугачёва.[3]
- 14 декабря — Пётр Степанович Дейнекин, советский и российский военачальник. Главнокомандующий ВВС СССР (1991—1992), Главнокомандующий ВВС ОВС СНГ (1992), Главнокомандующий ВВС России (1992—1998). Генерал армии, Герой Российской Федерации (1997), доктор военных наук, профессор.
- 26 декабря — Геннадий Николаевич Елисеев лётчик, заместитель командира эскадрильи 982-го истребительного авиационного полка 34-й воздушной армии Закавказского военного округа, капитан. Герой Советского Союза. Впервые в истории авиации совершил таран на реактивном самолёте.